# Ngân hàng zombie
Ngân hàng zombie là một tổ chức tài chính có giá trị ròng kinh tế nhỏ hơn 0 nhưng vẫn tiếp tục hoạt động vì khả năng trả nợ của nó được bảo hộ bằng cách hỗ trợ tín dụng chính phủ ngầm hoặc rõ ràng. Thuật ngữ này được Edward Kane sử dụng lần đầu tiên vào năm 1987 để giải thích những nguy cơ của việc dung túng một số lượng lớn các hiệp hội tiết kiệm và cho vay không có khả năng thanh toán và áp dụng vào cuộc khủng hoảng của Nhật Bản vào năm 1993.   Một ngân hàng zombie có thể tiếp tục hoạt động và thậm chí còn phát triển miễn là các chủ nợ vẫn tin tưởng vào khả năng của chính phủ có liên quan để trích tiền cần thiết để hỗ trợ triển vọng từ những người nộp thuế hiện tại hoặc tương lai. Nhưng khi cơ chế này có vẻ không đáng tin, các tổ chức zombie phải đối mặt với chuyện đột biến rút tiền gửi bởi người gửi tiền không được bảo vệ và lệnh ký quỹ từ các đối tác trong phái sinh giao dịch.

## Từ nguyên
Trong một bài báo được đăng trên tạp chí Xã hội số tháng 3 năm 1992 có tựa đề "Sự tiết kiệm và cho vay bảo hiểm cho vay", Edward Kane đã mở rộng về nguồn gốc của sự tương tự. "Mặc dù sự thất bại của Tiết kiệm và Cho vay (S & L) là vô cùng phức tạp", Kane viết, "phim hoạt hình đơn giản và phim kinh dị có thể minh họa cách quỹ bảo hiểm S & L biến thành một mớ hỗn độn như vậy.... Trong các bộ phim như Night of the Living Dead và Dawn of the Dead của George Romero, xác chết trèo ra khỏi ngôi mộ của họ và đi bộ xung quanh săn lùng thức ăn. Họ chỉ thèm khát một thứ — thịt người. Ngay khi những "thây ma" sống chết này ăn thịt một người khác, con người cũng nhanh chóng chết và cũng trở thành một thây ma. Nhiều S & L, trong một thời gian, đã trở thành các tổ chức zombie. Các tổ chức này mất khả năng thanh toán theo nghĩa là tài sản của họ đã giảm xuống dưới mức mà họ có thể trang trải nợ tiền gửi. Những S & L zombie này chỉ có thể tồn tại vì chúng có thể được duy trì bởi người nộp thuế thông qua thiết bị bảo hiểm tiền gửi liên bang được chính phủ bảo đảm. " 
Tyler Cowen, giáo sư kinh tế tại Đại học George Mason, đã viết cho tờ Thời báo New York vào tháng 4 năm 2011 rằng "Nếu đủ người gửi tiền sợ tài khoản bị đóng băng, các ngân hàng sẽ bị rút tiền, và họ cũng sẽ yêu cầu thêm tiền cứu trợ của chính phủ, bằng gói cứu trợ cho các khoản vay bất động sản xấu. Các ngân hàng trở nên giống như vỏ ốc rỗng, ống dẫn, dành cho viện trợ công cộng nhưng thu hẹp và không có lợi như các doanh nghiệp - và, ở một mức độ lớn, đó đã là trường hợp ở Ireland. Bồ Đào Nha cũng gặp phải trường hợp tương tự.Các ngân hàng zombie cũng làm thất bại các kế hoạch cứu trợ hiện tại của châu Âu. " 

## Lịch sử

### Nhật Bản
Năm 1990, Nhật Bản đã phải chịu sự sụp đổ về giá bất động sản và thị trường chứng khoán khiến các ngân hàng lớn rơi vào tình trạng mất khả năng thanh toán. Thay vì tuân theo khuyến nghị cứng rắn của Hoa Kỳ về việc đóng cửa hoặc tái cấp vốn cho các ngân hàng này, Nhật Bản giữ cho các ngân hàng hoạt động thông qua sự bảo lãnh rõ ràng hoặc ngầm định và giải cứu chính phủ. Kết quả là "các ngân hàng thây ma" không sống hay chết không thể hỗ trợ tăng trưởng kinh tế dài hạn dẫn đến tình trạng trì trệ kinh tế tại Nhật Bản kể từ đó.

### Châu Âu
Sau cuộc khủng hoảng tài chính năm 2008, các ngân hàng ở châu Âu đã được mô tả là zombie; với một số ngân hàng Eurozone trở nên phụ thuộc vào Ngân hàng Trung ương châu Âu (ECB) về thanh khoản. Điều này giữ cho các ngân hàng cho vay các công ty và thúc đẩy tăng trưởng.
Vào ngày 26 tháng 7 năm 2012, chủ tịch của ECB, Mario Draghi đã phát động Chương trình giao dịch tiền tệ hoàn toàn (OMT), dẫn đến sự gia tăng đáng kể giá trị của trái phiếu có chủ quyền do các nước ngoại vi châu Âu phát hành. Sự lấy lại ổn định của ngành ngân hàng châu Âu chưa hoàn toàn chuyển sang tăng trưởng kinh tế. Sự phục hồi chậm được giải thích bởi sự phân bổ tín dụng xấu của các ngân hàng zombie.
Các hạn chế mới đối với các ngân hàng châu Âu do Liên minh châu Âu áp dụng, có hiệu lực từ tháng 1 năm 2016, nhằm bảo vệ người nộp thuế khỏi việc gia tăng hóa đơn để giải cứu các ngân hàng như đã xảy ra trong cuộc khủng hoảng tài chính. 

### Hoa Kỳ
Sau cuộc khủng hoảng căng thẳng năm 2008, 1 cuộc kiểm tra căng thẳng nghiêm ngặt đã buộc một số ngân hàng phải tái cấp vốn. Điều này có thể đã ngăn chặn hiện tượng ngân hàng zombie, nhưng có khả năng các công ty zombie tồn tại; thu nhập của họ ít hơn chi phí lãi vay. Do đó, các công ty như vậy không có khả năng tạo ra lợi nhuận vì tất cả doanh thu để chi trả cho các chủ nợ và thanh toán chi phí. 

## Nguyên nhân
Điều gây ra sự tồn tại của các ngân hàng zombie là các khoản nợ xấu. Trong nền kinh tế chậm chạp, các doanh nghiệp vay từ ngân hàng trở nên không thể trả lại các khoản vay. Truyền vốn nhận được chủ yếu từ chính phủ, nhưng cũng từ các khoản vay ngân hàng trung ương, hình thành các ngân hàng zombie. Hiện tượng này thường được gọi là sự kiên nhẫn điều chỉnh. Nó đang tạo cho người cho vay đòn bẩy để cho phép các ngân hàng hoãn việc ghi nhận các khoản lỗ của họ. Chính phủ đang cho các ngân hàng zombie chậm trễ với hy vọng rằng họ sẽ có thể kiếm được lợi nhuận theo thời gian để trang trải và đảo ngược tổn thất của họ và hồi phục. Thay vì thúc ép các doanh nghiệp trả nợ, các ngân hàng zombie mở rộng các khoản vay của họ bằng số tiền nhận được từ chính phủ, từ đó gây ra sự tồn tại của các công ty zombie.

## Các hiệu ứng
Việc giải cứu các tổ chức tài chính thất bại, hoặc các ngân hàng zombie, cũng tạo ra rủi ro đạo đức: các nhà đầu tư chấp nhận rủi ro mà không xem xét hậu quả tiêu cực, vì họ tin rằng chính phủ sẽ giúp họ trong trường hợp đầu tư thất bại. Các nhà đầu tư không có động cơ để lo ngại về tỷ lệ phần thưởng rủi ro, cần thiết cho nền kinh tế lành mạnh. Các tác động khác của ngân hàng zombie bao gồm không thể dự đoán được thu nhập trong tương lai do tài sản không hoạt động của họ trên bảng cân đối kế toán.    Vì các ngân hàng zombie sử dụng lãi suất cao hơn để thu hút các nhà đầu tư, các ngân hàng bỉnh thường phải chịu sự cạnh tranh và mất khách hàng. Các ngân hàng zombie có thể miễn cưỡng cho vay tiền cho khu vực tư nhân.